# Милош Екерт
Милош Екерт (Праг, 1890 — Београд, 17. септембар 1967) је био чешки фудбалер и један од оснивача БСК-а.

## Биографија
Био је први страни фудбалер који је дошао у фудбалски клуб Српски мач, крајем 1907. године. Он је у Београд дошао као службеник Прашке кредитне банке. Фудбалску каријеру започео је у Прагу, а касније када је као службеник живео у Загребу (тада у оквиру Аустроугарске, као и Праг) и играо за ХАШК. Крајем 1907. године долази у Краљевину Србију где постаје играч и секретар фудбалског клуба Српски мач. Иако је дошао у Србију остао је у контакту са бившим саиграчима из „ХАШК-а”.
ХАШК-у је тада Фудбалски савез Мађарске (као члан ФИФА), забранио да наступа на званичним међународним утакмицама. До овога је дошло због такозване Железничарске прагматике из 1907. (закон да на железници у Хрватској и Славонији, које су тада припадале Мађарској, у употреби буде искључиво мађарски језик), услед чега је дошло до незадовољства Хрвата, уз које су били и Срби „пречани”. Због тога је Мађарски фудбалски савез, као члан Фифе, забранио клубовима из Хрватске да играју међународне утакмице.
Милош Екерт је у томе видео шансу да Српски мач и ХАШК одиграју пријатељску утакмицу у Загребу. Већина играча је пристала, али ањ управа, на челу са председником Радивојем Новаковићем, противила утакмицу. Сматрали су да утакмица не треба да се игра пошто је Српски мач много слабији од ХАШК-а. Управа је одлучила да све играче који самовољно оду у Загреб избаци из клуба. Са члановима Српског мача пошло је и пар играча из СК Соко. Пошто су избачени из клубова у путу за Загреб су одлучили да се представе као репрезентација Краљевине Србије. У Загребу су доживели два пораза, а у Београду је њихов самовољан чин доживео осуду.
Играчи, међу којима је био и Милош Екерт су по повратку у Београд били избачени из својих клубова. Међутим у 1911. години су основали нови клуб - ФК Београдски спорт клуб. У новом клубу Милош Екерт је био благајник. Милош Екерт је и дошао на идеју да име клуба буде Београдски спортски клуб (БСК) што су сви присутни прихватили.